# فرناندو غوميز أسبرتسا
فرناندو غوميز أسبرتسا (بالإسبانية: Fernando Gómez Esparza)‏ هو اقتصادي وسياسي مكسيكي، ولد في 21 أغسطس 1953 في مدينة أغواسكاليينتس في المكسيك. حزبياً، نشط في الحزب الثوري المؤسساتي. وقد انتخب عضو مجلس الشيوخ من المكسيك وانتخب عضو مجلس النواب المكسيك.